# Johann Georg Leberecht Richter
Johann Georg Leberecht Richter (seit 1832 von Richter; * 6. April 1763 in Köthen; † 6. September 1840 in Doblen, Kurland) war ein deutscher lutherischer Geistlicher. Er amtierte von 1833 bis zu seinem Tod kurländischer Generalsuperintendent.

## Leben

### Herkunft und Familie
Richters Vater war der Wollspinner Johann Christian Richter. Viktor Richter heiratete 1801 Julianne Lindner und wurde 1832 in das Adelsgeschlechtsbuch des Gouvernements Sankt Petersburg eingetragen, somit gehörte er und seine Nachkommen mit dem Adelsprädikat „von“, zum russischen Landesadel. Sein Sohn war der Theologe Julius Wilhelm Theophil von Richter (1808 – 1892) und sein Enkelsohn war Victor von Richter (1841 – 1891).

### Werdegang
Richter wurde am Pädagogium der Franckeschen Stiftungen in Halle ausgebildet und arbeitete während seines Theologiestudiums an der Universität Halle dort als Lehrer. 1786 ging er nach Kurland und wurde 1796 Pfarrer in Lesten, 1803 lettischer Prediger in Doblen. Schon 1814 zum Konsistorialrat berufen, stieg er 1824 zum Superintendenten auf und amtierte ab 1825 zugleich als deutscher Pfarrer in Mitau. Von 1829 bis 1831 war Richter Mitglied des Komitees zur Abfassung eines Entwurfs zur allgemeinen Kirchenordnung für die Evangelisch-Lutherische Kirche in Russland in St. Petersburg. 1833 wurde sein Amt zu dem eines Generalsuperintendenten aufgewertet; zugleich amtierte er als Vizepräsident des Provinzialkonsistoriums für Kurland.
Richter veröffentlichte einige theologische Schriften. Die Kaiserliche Universität Dorpat verlieh ihm 1815 die Doktorwürde. 1827 erhielt er den St.-Annen-Orden 2. Klasse, 1832 den Orden des Heiligen Wladimir 3. Klasse und 1835 den Sankt-Stanislaus-Orden 2. Klasse.